# A törvény gyilkosa
A törvény gyilkosa (eredeti cím: Righteous Kill) 2008-ban bemutatott amerikai filmthriller Jon Avnet rendezésében. A főbb szerepekben Robert De Niro, Al Pacino, John Leguizamo, Carla Gugino, Donnie Wahlberg, Brian Dennehy és Curtis Jackson (50 Cent) látható. 
Az Amerikai Egyesült Államokban 2008. szeptember 12-én mutatták be. Magyarországon 2008. december 25-én debütált a mozikban. A film bevételi és kritikai szempontból sem aratott sikert. Ebben a filmen szinkronizálta utoljára Végvári Tamás Al Pacinót.

## Cselekmény
Egy 30 éve együtt dolgozó, nyugdíj előtt álló rendőrpáros az utolsó közös ügyét próbálja megoldani: egy sorozatgyilkos a bíróság előtt korábban felmentett gyanúsítottakat öl meg.

## Szereplők
| Szerep                       | Színész           | Magyar hang         |
| ---------------------------- | ----------------- | ------------------- |
| David „Rooster” Fisk nyomozó | Al Pacino         | Végvári Tamás       |
| Thomas „Turk” Cowan nyomozó  | Robert De Niro    | Reviczky Gábor      |
| Marcus „Spider” Smith        | 50 Cent           | Barabás Kiss Zoltán |
| Karen Corelli nyomozó        | Carla Gugino      | Kisfalvi Krisztina  |
| Simon Perez nyomozó          | John Leguizamo    | Rajkai Zoltán       |
| Ted Riley nyomozó            | Donnie Wahlberg   | Epres Attila        |
| J.D. Hingis hadnagy          | Brian Dennehy     | Barbinek Péter      |
| Jessica                      | Trilby Glover     | Solecki Janka       |
| Cheryl Brooks                | Melissa Leo       | Hirling Judit       |
| Jevgenyij Mugalat            | Oleg Taktarov     | Kapácsy Miklós      |
| Rogers nyomozó               | Sterling K. Brown | Damu Roland         |
| Martin Baum                  | Alan Blumenfeld   | Bolla Róbert        |
| Charles Randall              | Frank John Hughes | Seder Gábor         |
| Robert „Rambo” Brady         | Rob Dyrdek        |                     |

## DVD
- Forgalmazó: Best Hollywood
- Megjelenés dátuma: 2009. július 7.
- Képarány: 16:9
- Szinkron nyelv: magyar DD 5.0, angol DD 5.0
- Felirat nyelv: magyar
- Extrák: -Interjúk-Mozielőzetes -Ajánló